# Regierungsbezirk Südwürttemberg-Hohenzollern
Der Regierungsbezirk Südwürttemberg-Hohenzollern war ein Regierungsbezirk in Baden-Württemberg, der von 1952 bis 1972 bestand und ab 1. Januar 1973 mit anderer Grenzziehung in den heutigen Regierungsbezirk Tübingen überführt wurde.

## Geschichte
Der Regierungsbezirk Südwürttemberg-Hohenzollern wurde mit Bildung des Landes Baden-Württemberg im Jahre 1952 als einer von vier Regierungsbezirken errichtet, die anderen waren der Regierungsbezirk Nordwürttemberg, der Regierungsbezirk Nordbaden und der Regierungsbezirk Südbaden. Der Regierungsbezirk Südwürttemberg-Hohenzollern umfasste das 1945/46 durch die französische Militärregierung errichtete ehemalige Land Württemberg-Hohenzollern mit Tübingen als Hauptstadt. Das zuständige Regierungspräsidium wurde daher auch in Tübingen eingerichtet.
Bei der Kreisreform, die zum 1. Januar 1973 umgesetzt wurde, veränderten sich die Grenzen des Regierungsbezirks sehr stark. Das Regierungspräsidium in Tübingen war danach auch für Gebiete zuständig, die früher badisch waren. Im Gegenzug wurden Gebiete in die Zuständigkeit der Regierungspräsidien Freiburg und Karlsruhe abgegeben.
Daher wurde die Bezeichnung des Regierungsbezirks Südwürttemberg-Hohenzollern in Regierungsbezirk Tübingen geändert.

## Regierungspräsidenten
- 1952–1957 Karl Walser
- 1958–1972 Willi Birn

## Verwaltungsgliederung
Folgende Landkreise gehörten zum Regierungsbezirk Südwürttemberg-Hohenzollern. Stadtkreise bzw. kreisfreie Städte gab es keine.
| Kfz-Kenn- zeichen | Stadtkreis / Landkreis                        | Zahl der Gemeinden   | Fläche in km²        | Wohnbevölkerung vom         | Bevölkerungsdichte (Einwohner je km²) am |
|                   |                                               | am 31. Dezember 1965 | am 31. Dezember 1965 | 6. Juni 1961 (Volkszählung) | 6. Juni 1961 (Volkszählung)              |
|                   | Landkreise                                    |                      |                      |                             |                                          |
| BL                | Balingen                                      | 45                   | 478,12               | 98 127                      | 205,2                                    |
| BC                | Biberach                                      | 87                   | 1 024,53             | 100 043                     | 97,6                                     |
| CW                | Calw                                          | 104                  | 882,47               | 117 745                     | 133,4                                    |
| EHI               | Ehingen                                       | 62                   | 508,12               | 43 432                      | 85,5                                     |
| FDS               | Freudenstadt                                  | 50                   | 612,52               | 58 409                      | 95,4                                     |
| HCH               | Hechingen                                     | 47                   | 417,79               | 50 777                      | 121,5                                    |
| HOR               | Horb                                          | 49                   | 358,42               | 42 168                      | 117,6                                    |
| MÜN               | Münsingen                                     | 59                   | 699,52               | 38 809                      | 55,5                                     |
| RV                | Ravensburg                                    | 37                   | 708,71               | 104 553                     | 147,5                                    |
| RT                | Reutlingen                                    | 37                   | 441,71               | 159 772                     | 361,7                                    |
| RW                | Rottweil                                      | 53                   | 553,14               | 123 496                     | 223,3                                    |
| SLG               | Saulgau                                       | 89                   | 741,63               | 65 863                      | 88,8                                     |
| SIG               | Sigmaringen                                   | 74                   | 724,39               | 48 336                      | 66,7                                     |
| TT                | Tettnang                                      | 13                   | 260,43               | 74 132                      | 284,7                                    |
| TÜ                | Tübingen                                      | 54                   | 481,99               | 123 854                     | 257,0                                    |
| TUT               | Tuttlingen                                    | 37                   | 458,38               | 77 987                      | 170,1                                    |
| WG                | Wangen                                        | 41                   | 740,51               | 70 694                      | 95,5                                     |
|                   | Regierungsbezirk Südwürttemberg- Hohenzollern | 938                  | 10 092,38            | 1 398 197                   | 138,5                                    |

Quelle: Amtliches Gemeindeverzeichnis Baden-Württemberg 1966, S. 11
aus der Serie "Statistik von Baden-Württemberg, Band 123" (1966)